# Kāyempur
Kāyempur är en ort i Bangladesh.   Den ligger i provinsen Rangpur, i den nordvästra delen av landet, 290 km nordväst om huvudstaden Dhaka. Antalet invånare är 5 500.